# The Sixth Day: Single Collection
Albums de Gackt
Crescent 
(2003) The Seventh Night: Unplugged
(2004)
The Sixth Day : Single Collection est une compilation regroupant les plus grands succès de Gackt.
The Sixth Day est le complément d'une autre compilation, The Seventh Night, regroupant des titres de Gackt en version instrumentale, sortie trois mois plus tard. L'album rassemble les titres des précédents singles de l'artiste de 1999 à 2003, certains ayant été réenregistrés pour cette sortie.

## Historique
L'album sort le 25 février 2004 chez Nippon Crown.
Au cours de la deuxième semaine de mars, il atteint la troisième place du classement Oricon, avec 106 412 ventes. Au cours des deux semaines suivantes, il se classe respectivement à la huitième et à la dixième place, avec des ventes de 32 174 et 15 227 exemplaires. Il est classé pendant 23 semaines, le record d'album de Gackt, et avec des ventes de 196 458 copies, il est le 78ème album le plus vendu de l'année, certifié Platine par RIAJ,.

## Liste des chansons
1. Oasis – 5:26
2. Sekirei - Seki-ray – 4:25
3. Secret Garden – 4:37
4. Kimi Ga Oikaketa Yume – 4:21
5. Wasurenai Kara – 4:43
6. Tsuki no Uta – 4:47
7. Mirror – 4:49
8. Vanilla – 4:16
9. Mizérable – 4:51
10. Lu:na – 3:29
11. Last Song – 4:46
12. Another World – 3:05
13. Kimi no Tame ni Dekiru Koto – 4:16
14. Saikai ~Story~ – 5:53